# إليزابيث ماكلولين
إليزابيث سارة ماكلولين (ولدت في 2 أكتوبر 1993) ممثلة أمريكية، عرفت عن دور «ماسي بلوك» في فيلم الزمرة (2008), وعن دور «فاليري ماكاليستر» في الدراما التلفزيونية خيانة (2013).

## روابط خارجية
- إليزابيث ماكلولين على موقع IMDb (الإنجليزية)
- إليزابيث ماكلولين على موقع ألو سيني (الفرنسية)
- إليزابيث ماكلولين على موقع أول موفي (الإنجليزية)
- إليزابيث ماكلولين على موقع قاعدة بيانات الفيلم (الإنجليزية)
- إليزابيث ماكلولين على موقع كينوبويسك (الروسية)